# Антибалака

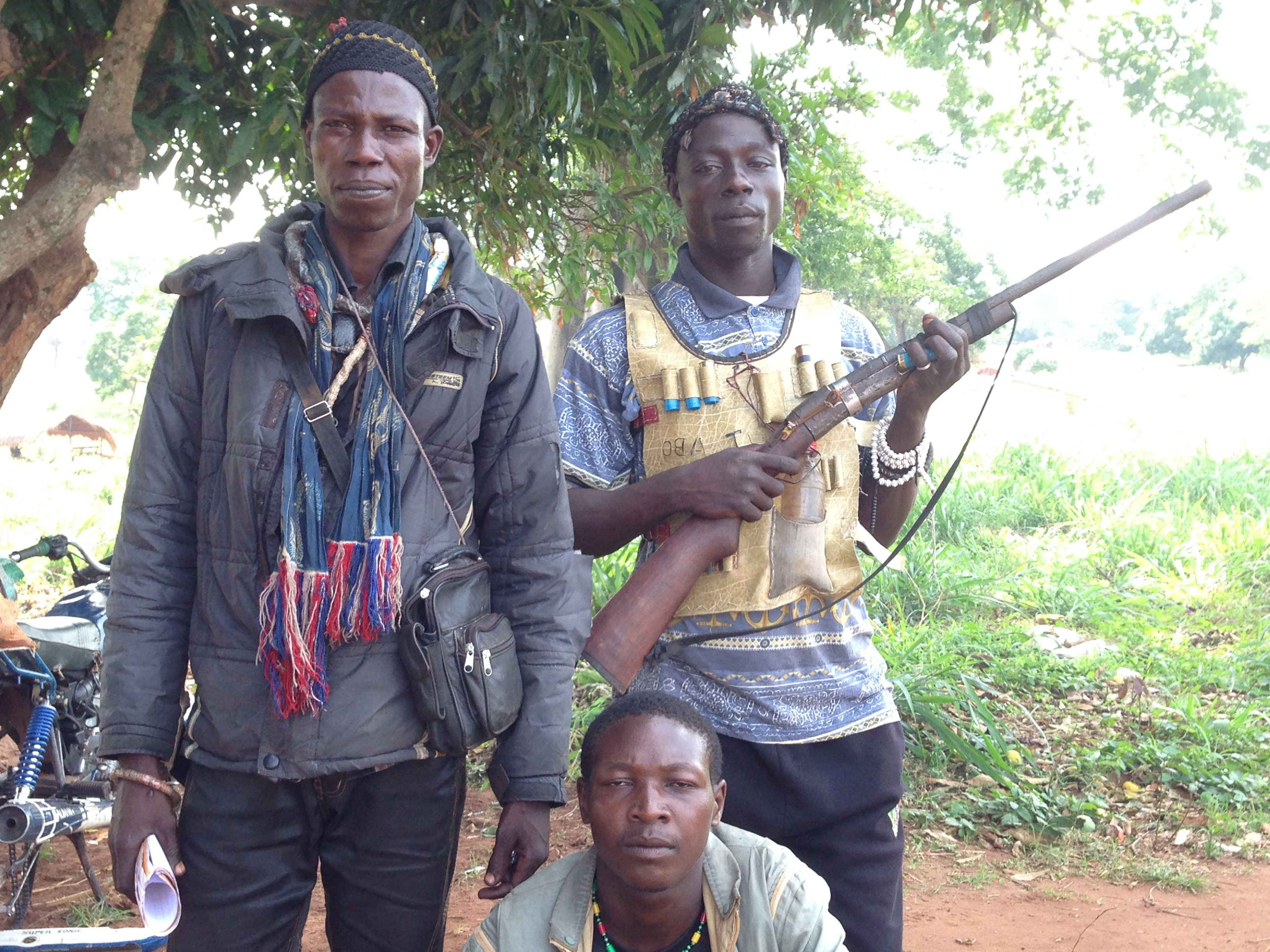
Бойцы Антибалаки.

Антибалака — вооружённое ополчение, образованное в Центральноафриканской Республике христианами и приверженцами местных традиционных верований после прихода к власти в результате гражданской войны самопровозглашённого президента мусульманина Мишеля Джотодии, лидера группировки Селека. Лидером ополчения является Леви Якете.

## Этимология
«Антибалака» с местных языков санго и манджа можно буквально перевести как «антимачете» или «антимеч». Согласно другим источникам, это сокращение от словосочетания «anti-balles à ti laka», означающего амулеты, якобы оберегающие от пуль АК-47 (жаргонное название которого — «laka»), которые носят участники группировки.

## Численность
В начале февраля 2014 года Патрис-Эдуар Нгаиссона, один из лидеров Антибалаки и бывший министр по делам молодёжи и спорта в правительстве Бозизе, заявил, что численность солдат ополчения составляет от 60 до 70 тысяч человек, половина из которых находится в Банги. Ричард Бежуан, другой лидер группировки, в том же месяце заявил, что численность ополченцев составляет 52 тысячи человек и 12 тысяч из них находятся в Банги.

## История
Антибалака первоначально возникла ещё в 1990-х годах как силы самообороны христиан и анимистов юга страны против мусульман севера.
В марте 2013 года президент ЦАР Франсуа Бозизе (христианин по вероисповеданию) был в ходе гражданской войны свергнут преимущественно мусульманской коалицией повстанцев, известной под названием Селека. Лидер Селеки, Мишель Джотодия, после этого провозгласил себя президентом, став первым мусульманским лидером в истории ЦАР.
Джотодия формально объявил о роспуске Селеки в сентябре 2013 года, однако большинство отрядов ополченцев отказались самораспуститься. Таким образом, кровавое противостояние между Селекой и Антибалакой продолжилось.
Поскольку большинство христиан в ЦАР ведёт оседлый образ жизни, а многие мусульмане являются кочевниками, утверждается, что земельные споры являются ещё одним аспектом напряжённости. В ноябре 2013 года ООН предупредила правительство страны об опасности перерастания конфликта в геноцид и «скатыванию в полный хаос», а французские политики оценили ситуацию в стране как «… на грани геноцида». 2 декабря ополченцы Антибалаки якобы убили 12 человек, среди которых были дети, и ранили ещё 30 во время нападения представителей фульбе, крупнейшей мусульманской этнической группы в городе Боали, как сообщило правительство страны. Это событие привело к новому витку конфликта в Центральноафриканской Республике, большая часть которой находится под контролем правительства Джотодии.
С 5 декабря 2013 года ополченцы Антибалаки совместно с подразделениями бывших правительственных сил ЦАР принимают участие в битвах за Банги, столицу страны, и город Босангоа.
В сентябре 2021 года был арестован Эжен Нгаикоссет, лидер движения «Антибалака» и бывший член личной охраны президента Франсуа Бозизе. Эжен Нгаикоссе обвиняется в многочисленных преступлениях в ЦАР..

## Предполагаемые военные преступления
В начале 2014 года ситуация ухудшилась; закаленные войной и массовыми убийствами, ополченцы Антибалаки, как сообщается, совершили ряд военных преступлений, не только в Боали, но и в деревне Болонг. В 2014 году организация Amnesty International сообщила о нескольких массовых убийствах, совершённых членами Антибалаки, жертвами которых стали мирные жители-мусульмане, что вынудило тысячи мусульман бежать из страны.
В конце февраля 2014 года Нгаиссона призвал членов ополчения прекратить насилие в отношении мирных мусульман, однако отметил, что, как он считает, большинство нападений совершались бандами, маскирующимися под отряды Антибалаки. Вместе с тем другой полевой командир ополчения, Камизулайе, заявил, что на сегодняшний день ополчение Антибалака неоднородно и в его составе находятся группы с различными взглядами, некоторые из которых действительно устраивают террор среди мирного мусульманского населения.